# Schipkau
Schipkau (do 1937 r. Zschipkau, górnołuż. Šejkow) – gmina w Niemczech w kraju związkowym Brandenburgia, w powiecie Oberspreewald-Lausitz. Położona jest na północ od historycznego regionu Łużyce, niedaleko autostrady A13, łączącej Berlin z Dreznem.